# Esmond E. Snell

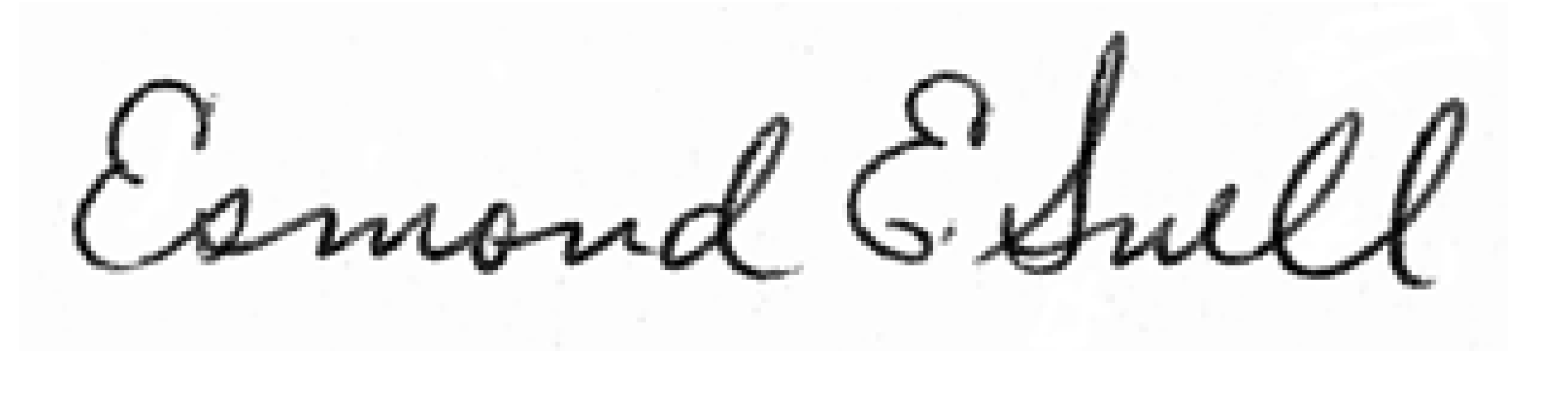
Unterschrift von Esmond E. Snell

Esmond Emerson Snell (* 22. September 1914 in Salt Lake City, Utah; † 9. Dezember 2003 in Boulder, Colorado) war ein US-amerikanischer Biochemiker an der University of Texas at Austin, der University of Wisconsin–Madison und der University of California, Berkeley. Er ist vor allem für seine Arbeiten zur Biochemie der Ernährung bekannt, insbesondere zu Substanzen der Vitamin-B-Gruppe und zu Enzymen.

## Leben und Wirken
Snell stammt aus einer Mormonen-Familie. Er erwarb 1935 einen Bachelor in Chemie an der Brigham Young University. Anschließend studierte an der University of Wisconsin–Madison, wo er 1936 einen Master und 1938 einen Ph.D. in Biochemie erwarb. Als Postdoktorand arbeitete er bei Roger John Williams an der University of Texas at Austin.
1941 erhielt Snell eine erste Professur (Assistant professor) an der University of Texas, 1943 wurde er Associate Professor. 1945 ging er als Associate Professor zurück an die University of Wisconsin–Madison, wo er 1947 eine ordentliche Professur erhielt. Ab 1951 war er als Professor für Chemie wieder an der University of Texas tätig, bevor er 1956 als Professor für Biochemie an die University of California, Berkeley, wechselte. Hier war er von 1956 bis 1962 Leiter der gesamten Biochemie. In Berkeley ging er 1976 in den Ruhestand, um noch einmal an der University of Texas bis 1980 eine Professur für Mikrobiologie und Chemie innezuhaben. Auch anschließend blieb er wissenschaftlich aktiv. 1971 verbrachte Snell ein Sabbatical an der Universität Osaka. 1990 ging er endgültig in den Ruhestand.
Frühe Arbeiten Snells befassten sich mit dem Nährstoffbedarf von Bakterien. Es gelang ihm 1940 erstmals Avidin zu isolieren, dem er auch seinen Namen gab, eine Substanz, die Biotin inaktiviert. Gemeinsam mit Paul Gyorgy konnte er zeigen, dass Avidin bei Ratten Zeichen eines Biotinmangels hervorruft.
Snell bemerkte 1943 bei Versuchen mit Kulturen von Streptococcus faecalis und Lactobacillus casei, dass das für das Wachstum dieser Bakterienstämme notwendige Pyridoxin (Vitamin B6) vollständig durch D-Alanin als Nährstoff ersetzt werden kann. Er stellte außerdem fest, dass D-Alanin dabei deutlich potenter als L-Alanin war.
Snell entdeckte darüber hinaus Liponsäure und Folsäure und entwickelte mikrobiologische Tests für Riboflavin und weitere Vitamine sowie Aminosäuren. Er untersuchte den Vitaminstoffwechsel, entdeckte Pyridoxal und Pyridoxamin als aktive Formen des Vitamin B6 und klärte die Mechanismen der Transaminierung und weiterer Reaktionen auf, die von den Vitamin-B6-Enzymen katalysiert werden. Spätere Arbeiten befassten sich mit der Pyruvoyl-abhängigen Histidindecarboxylase und konnten die Mechanismen der Biosynthese dieses eingebauten Cofaktors aufklären.
Snell bildete mehr als 30 Doktoranden und mehr als 40 Postdoktoranden aus. Er veröffentlichte mehr als 400 wissenschaftliche Publikationen. 1945 erhielt er den Eli Lilly and Company Award der Society of American Bacteriologists (heute American Society for Microbiology) und 1985 den William C. Rose Award der American Society of Biological Chemists (heute American Society for Biochemistry and Molecular Biology). 1955 wurde er zum Mitglied der National Academy of Sciences gewählt, 1962 zum Mitglied der American Academy of Arts and Sciences. Von 1968 bis 1983 war er Herausgeber des Annual Review of Biochemistry, von 1970 bis 1985 von Biochemical and Biophysical Research Communications.
Snell war seit 1941 mit Mary Caroline Terrill verheiratet, das Paar hatte vier Kinder. Einer der Söhne fiel als Soldat im Vietnamkrieg. Esmond E. Snell starb an Prostatakrebs und Herzinsuffizienz, sechs Tage nach dem Tod seiner Frau. Beide sind in El Cerrito (Kalifornien) bestattet.